# Plurizentrische Sprache
Eine plurizentrische Sprache oder polyzentrische Sprache ist in der synchronen Linguistik eine Sprache mit mehreren regionalen Zentren der Standardisierung und dementsprechend mehreren Standardvarietäten. Das Sprachgebiet einer plurizentrischen Sprache erstreckt sich meist, aber nicht immer, über Staatsgrenzen hinaus.

## Definition
Der Begriff plurizentrisch bezieht sich auf Standardsprachen und ihre nationalen und regionalen Varietäten, die jeweils über eigene, vor allem lexikalische und phonologische, Varianten verfügen. In den meisten Fällen sind diese Zentren Nationalstaaten zugeordnet (z. B. amerikanisches Englisch und australisches Englisch). Doch es gibt auch, neben sogenannten „Vollzentren“ (z. B. Österreich für Österreichisches Deutsch) die Idee von „Halbzentren“ (z. B. Südtiroler Deutsch) oder „Viertelzentren“ (z. B. Luxemburger Deutsch). Sprachen unterscheiden sich in ihrem Plurizentralitätsgrad. So gibt es Sprachen mit separaten standardisierten Schreibweisen, wie zum Beispiel Englisch, aber auch Sprachen, die zwar über verschiedene Länder verteilt sind, aber in ihrer Rechtschreibung keinen Unterschied aufweisen.
Das wissenschaftliche Interesse an Plurizentrizität, ursprünglich als Polyzentrizität bezeichnet, reicht zurück bis in die 1960er Jahre und die Arbeiten von William Alexander Stewart. Stewart prägte die Begriffspaare „monozentrisch“ und „polyzentrisch“, um unterschiedliche Ansätze zum nationalen Multilingualismus zu beschreiben, insbesondere in Bezug auf Prozesse der Standardisierung. Polyzentrizität wurde verwendet, um auf verschiedene Standardvarietäten einer bestimmten Sprache hinzuweisen, unabhängig davon, ob die (kodifizierten) Unterschiede innerhalb eines Staats oder zwischen verschiedenen Staaten existierten. Da die von Stewart geprägten Begriffe im englischsprachigen linguistischen Diskurs vor 2015 keine Beachtung fanden, wurde das Konzept in den 1970er Jahren von Heinz Kloss neu eingeführt, der den Begriff verwendete, um Sprachen mit mehreren miteinander interagierenden Zentren zu beschreiben, von denen jedes eine nationale Varietät mit mindestens einigen eigenen Normen bereitstellt. Dieses Konzept wurde dann von anderen Linguisten, wie Michael Clyne, weiter ausgebaut. Ein für die deutschen Sprache bedeutender Autor war Ulrich Ammon, der als einer der ersten Linguisten gilt, der die deutsche Sprache ausführlich aus einer plurizentrischen Perspektive beschrieben hat.

### Grad der Plurizentralität
Mehrere Linguisten haben Kriterien festgelegt, um den Grad zu bestimmen, in dem eine Sprache als plurizentrisch angesehen werden kann. Die Kriterien in der folgenden Tabelle basieren auf Michael Clyne und Rudolf Muhr, wenn eine Sprache alle sechs Kriterien erfüllt, kann man sagen, dass sie vollständig plurizentrisch ist:
| Kriterium                                    | Beschreibung | Sprachbeispiele dieser Kriterien |
| -------------------------------------------- | --- | --- |
| 1. Vorkommen                                 | Eine bestimmte Sprache kommt in mindestens zwei Staaten vor, die als „interagierende Zentren“ fungieren. Die nationalen Varietäten fungieren als normsetzende Zentren.                                                                                        | |
| 2.1 Offizieller Status                       | Die Sprache hat in mindestens 2 Ländern einen offiziellen Status als: (a) Landessprache (b) Co-Landessprache (c) Regionalsprache | (a) Deutsch in Österreich und Deutschland (b) Deutsch, Französisch und Italienisch in der Schweiz (c) Deutsch in Italien, Katalanisch in Frankreich |
| 2.2. Starkes ethnolinguistisches Bewusstsein | In Ländern, in denen die nationale Variante einer plurizentrischen Sprache keinen formalen Status hat, fungiert ein starkes sprachliches Bewusstsein der Sprachgemeinschaft als Ersatz für die Anerkennung und den offiziellen Status.                        | Westarmenisch, Ungarisch in der Slowakei und Rumänien, Jiddisch, Kurdisch                                                                           |
| 3. Sprachliche Distanz                       | Die nationalen Varietäten müssen genügend sprachliche (und/oder pragmatische) Merkmale aufweisen, die sie von anderen Varietäten unterscheiden und dadurch als Symbol für den Ausdruck von Identität und sozialer Einzigartigkeit dienen können.              | |
| 4. Akzeptanz von Plurizentrizität            | Die Sprachgemeinschaft muss den Status ihrer Sprache als plurizentrische Varietät akzeptieren und sie als Teil ihrer sozialen/nationalen Identität betrachten.                                                                                                | |
| 5. Identitätsrelevanz                        | Die nationale Varietät muss für die soziale Identität relevant sein und (bis zu einem gewissen Grad) für die Sprachgemeinschaft offensichtlich sein und „zumindest einige ihrer eigenen (kodifizierten) Normen“ führen.                                       | |
| 6. Kodifizierung von Normen                  | Die sprachlichen Normen der nationalen Varietät müssen (bis zu einem gewissen Grad) in Nachschlagewerken kodifiziert werden, um Gewissheit über den gemeinsamen Sprachgebrauch und landesspezifische Besonderheiten der plurizentrischen Sprache zu erlangen. | |

### Arten von Plurizentrizität
Es gibt verschiedene Rahmenwerke, die die Art der Plurizentralität beschreiben. Die unten dargestellte Klassifizierung stammt vom Sprachwissenschaftler Rudolf Muhr:
| Typ                                                                                                   | Beschreibung | Sprachbeispiele dieser Kategorie |
| --- | --- | --- |
| Typ 1: Staatenlose Plurizentrizität                                                                   | Sprachen mit Varietäten, die kein eigenes Territorium und keine offizielle Anerkennung haben, aber dennoch als plurizentrisch betrachtet werden können, weil ein starkes ethnolinguistisches Bewusstsein besteht. | Westarmenisch, Kurdisch und Jiddisch. |
| Typ 2: Formale Plurizentrizität                                                                       | Lediglich das Kriterium des Vorkommens der plurizentrischen Sprache in mindestens zwei Ländern ist erfüllt. Es gibt eine formelle Anerkennung des Status als plurizentrische Sprache oder nicht. In allen Fällen gibt es keine Sprachplanung (Kodifizierung, Förderung) zugunsten der nationalen Varietät.                                                                | Albanisch im Kosovo, Baskisch in Frankreich, Kroatisch und Serbisch in Bosnien-Herzegowina, Französisch in Italien, Italienisch in der Schweiz, Irisch in Nordirland und Punjabi. |
| Typ 3: Plurizentrische Sprachen mit Varietäten, denen der entsprechende formale Status fehlt          | Die Kriterien 1, 2b und 3 sind erfüllt, nicht jedoch 2a und es liegt eine relativ große Sprecherzahl vor. | Ungarisch in der Slowakei, Rumänien und Serbien, Russisch in Lettland, Litauen und Estland.                                                                                       |
| Typ 4: Sprachen, bei denen der Status der Plurizentrizität durch die Sprache als Ganzes verneint wird | Die Sprachen weisen einen hohen Grad an Zentralisierung und eine starke Zurückhaltung gegenüber der Akzeptanz der Pluralität von Normen auf. Manchmal gibt es eine formelle Anerkennung der Plurizentrizität durch die dominante Varietät, aber gleichzeitig gibt es Manöver, die versuchen, nicht-dominante Varietäten auf das Niveau regionaler Dialekte herabzustufen. | Arabisch, Albanisch, Französisch, Griechisch, Ungarisch, Italienisch, Rumänisch, Russisch und Serbisch.                                                                           |
| Typ 5: Sprachen, bei denen der Status der Plurizentrizität durch die Hauptvarietät anerkannt wird     | Diese Sprachen erkennen die Plurizentrizität der Sprache an, wobei die sprachlichen Merkmale einschließlich der Nebenvarietäten bis zu einem gewissen Grad in Wörterbüchern und Nachschlagewerken kodifiziert sind. | Chinesisch, Niederländisch, Englisch, Deutsch, Hindi, Urdu, Irisch, Koreanisch, Malaiisch, Portugiesisch, Quechua, Spanisch, Schwedisch, Tamilisch und Berberisch.                |
| Typ 6: Bewusst praktizierte Plurizentrizität                                                          | Sprachen, bei denen die Plurizentrizität bewusst von Sprechern der jeweiligen nationalen Varietät praktiziert wird. | Englisch, Niederländisch, Deutsch, Spanisch, Schwedisch und Portugiesisch. |
| Typ 7: Plurizentrische Sprachen im Bildungswesen                                                      | Sprachen, bei denen die nationalen Varietäten (a) in Schulen gelehrt werden und (b) die sprachlichen Unterschiede bewusst gemacht werden. | Englisch, Niederländisch |
| Typ 8: Plurizentrische Sprachen als Dachsprache                                                       | Diese Sprachen fungieren als Dachsprache für (a) mehrere, nicht unbedingt gegenseitig verständliche, Sprachen und (b) als plurizentrische Sprache im Verhältnis zu anderen Varietäten. | Hindi, Chinesisch |
| Typ 9: Nativisierte Plurizentrizität                                                                  | Traditionelle plurizentrische Sprachen, die in mehrsprachigen Gesellschaften in Afrika, Asien und Amerika eine ähnliche Funktion wie eine Dachsprache haben, führen zu zahlreichen Mischformen, die von der plurizentrischen Sprache überragt werden. | Englisch, Französisch, Spanisch, Portugiesisch |
| Typ 10: Plurizentrizität durch Migranten                                                              | Diese Kategorie bezieht sich auf Varietäten plurizentrischer Sprachen, die durch Auswanderung in fremde Länder entstehen, wo sich dann unterschiedliche Migrantenvarietäten entwickeln können. | |

### Sprachspezifische Beispiele

#### Englisch
Englisch ist eine plurizentrische Sprache mit deutlichen Unterschieden in Phonologie und Orthographie. Die Varietät mit der größten Zahl an Muttersprachlern ist amerikanisches Englisch. Ebenfalls größere Anteile haben britisches, kanadisches, indisches und australisches Englisch. Es gibt zahlreiche Länder, die unter der Herrschaft anglophoner Staaten standen und das Englische als Amts- oder Verkehrssprachen übernahmen.
Das Englische wird üblicherweise als symmetrischer Fall einer plurizentrischen Sprache betrachtet, denn keine dieser Varietäten hat eine klare kulturelle Dominanz.

#### Deutsch
Im Gegensatz zum Englischen wird Deutsch oft als asymmetrischer Fall einer plurizentrischen Sprache betrachtet, da das Standarddeutsche aus Deutschland häufig als dominierend empfunden wird. Dies liegt einerseits an der großen Sprecherzahl, aber auch daran, dass die Varietäten im deutschen Sprachraum vielfach nicht als solche wahrgenommen werden. Zusätzlich werden die verschiedenen Standardvarietäten, auch jene der Vollzentren Österreich und Schweiz, fälschlicherweise als regionale Abweichungen aufgefasst.
Obwohl es eine einheitliche Bühnensprache gibt, ist die im öffentlichen Raum verwendete Sprache uneinheitlich: Das Standarddeutsche, jeweils als Hochdeutsch bezeichnet, das in Massenmedien, Schulen und Politik verwendet wird, ist im deutschen Sprachraum manchmal sehr verschieden.
Die verschiedenen Varietäten des Standarddeutschen unterscheiden sich in den deutschen Dialekträumen in der Phonologie, dem Wortschatz und in wenigen Fällen in der Grammatik und der Orthographie.
Sie sind bis zu einem gewissen Grad beeinflusst von den jeweiligen regionalen Basisdialekten (siehe auch deutsches Dialektkontinuum), von verschiedenen kulturellen Traditionen (beispielsweise die Bezeichnungen für viele Lebensmittel) sowie von verschiedenen Termini in Gesetzgebung und Verwaltung, die in der Regel durch den Staat vorgegeben sind (z. B. Bankomatkarte (Ö), EC-Karte (D) oder Bundesheer (Ö), Bundeswehr (D) und Armee (CH)).
Eine Liste deutscher Wörter, die vornehmlich in Österreich (sowie fallweise in Bayern) für bestimmte Nahrungsmittel verwendet werden, ist auf Wunsch der Republik Österreich ins Europarecht aufgenommen worden. Es gibt aber auch andere Wörter, die ausschließlich regional im deutschsprachigen Raum verwendet werden.
Siehe auch:
- Aussprache der deutschen Sprache
- Bundesdeutsches Hochdeutsch, Schweizer Hochdeutsch, Österreichisches Deutsch
- Sprachgebrauch in der DDR
- Südtiroler Deutsch
- Deutsche Sprache in Namibia
- Belgizismus
- Teutonismus (Sprache)
- Variantenwörterbuch des Deutschen

##### Begriffsgeschichte der Nationalvarietäten des Deutschen
Erste Ansätze zu einer übergreifenden Darstellung der Nationalvarietäten des Deutschen sind im Werk Wortgeographie der deutschen Umgangssprache des aus Berlin stammenden Wieners Paul Kretschmer aus dem Jahre 1918 zu sehen. Mit den Arbeiten von Hugo Moser (besonders 1959) begann das sprachgeschichtliche Studium der Besonderheiten der deutschen Standardsprache außerhalb Deutschlands. Er ersetzte auch den obsolet gewordenen Begriff Reichsdeutsch durch Binnendeutsch, welcher auch von österreichischen und schweizerischen Sprachwissenschaftlern übernommen wurde. Moser verwendete die Begriffe „Außengebiete der deutschen Hochsprache“ (Österreich, Schweiz und dt. Minderheiten in anderen Ländern) und „Hauptvariante Bundesrepublik“. Aus dieser Perspektive erscheinen alle nichtdeutschländischen Nationalvarietäten als zweitrangig und werden mit Regionalismen beziehungsweise Minderheitendeutsch in anderen Ländern auf eine Stufe gestellt. Auch bezeichnete Moser DDR-Deutsch als „abweichend“, „uneigentliches“ und BRD-Deutsch als das unverändert „eigentliche“ Deutsch.
Verschiedene Autoren wurden durch Hugo Moser angeregt, lexikographische Zusammenstellungen von „Besonderheiten“ der deutschen Standardsprache in den Nachbarländern Deutschlands herauszugeben. Sie verwendeten wie die Dudenredaktion auch noch heute deutschlandzentrierte beziehungsweise hochsprachenzentrierte Markierungen. Die sprachpolitisch engagierte und soziolinguistisch orientierte Erforschung der vom „Binnendeutsch“ dominierten anderen Nationalvarietäten begann ebenfalls nach dem Zweiten Weltkrieg und verstärkte sich sowohl in Österreich wie in der Schweiz seit den 1970er Jahren. Ab Ende der 1970er begann eine übergreifende, alle großen Nationalvarietäten gleichstellende Erörterung des Problems. Mit Kritik an der „Binnendeutsch“- und „Besonderheiten“-Perspektive wurde dabei auch der Begriff „nationale Variante des Deutschen“ für das österreichische Deutsch andiskutiert, neben „westdeutsche/ostdeutsche Varietät“ als „staatliche Varietäten“. Von Polenz bezeichnet die Ansicht, Deutsch sei monozentristisch, 1987 als überwunden. Sie wirkt aber noch immer nach, beispielsweise im Duden, welcher nur Austriazismen, Helvetizismen und in Deutschland nur sehr regionale Varianten extra kennzeichnet. Teutonismen werden somit oft als allgemeingültig angesehen.
Ab den 1950er Jahren wurde unabhängig voneinander vor allem in der Sowjetunion, den USA und Australien der Problembereich der Nationalvarietäten aufgearbeitet, wobei mit Englisch, Französisch und Spanisch begonnen wurde. Die 1934 aus Wien ausgewanderte Germanistin Elise Riesel begann ab 1953 den Begriff „nationale Variante“ auf Österreich, Deutschland und die Schweiz anzuwenden. Von daher wurde in der DDR seit 1974 der Begriff „nationale Variante“ auch für DDR-Deutsch und BRD-Deutsch postuliert, was nicht unwidersprochen blieb. Im Westen wurde durch Heinz Kloss ab 1952 der Ansatz „plurizentristische Sprache“ angeregt, der wiederum den Begriff vom US-amerikanischen Soziolinguisten William A. Stewart übernommen hat. Dieser Begriff wurde 1984 in noch sehr offener Verbindung mit dem östlichen Begriff Nationalvarietät durch den australischen Germanisten Michael Clyne in die germanistische Linguistik eingeführt und auf einer Deutschlehrertagung 1986 in Bern unpolemisch erörtert und einer breiten Öffentlichkeit vermittelt. Clyne entwickelte in Zusammenhang mit dem geplanten Wachsen der EU den Begriff NV-emanzipatorisch weiter im Hinblick auf die neue Rolle von Deutsch, speziell auch des österreichischen, als internationale Verkehrssprache im sich südostwärts erweiternden neuen Europa.
Die erste umfassende Monographie über Nationalvarietäten des Deutschen wurde von Ulrich Ammon 1995 veröffentlicht, wo er den Begriff „plurizentristisch“ im Sinne von „plurinational“ verwendete.

#### Chinesisch
Hochchinesisch ist ein weiteres Beispiel für eine asymmetrische plurizentrische Sprache. Dabei sind nicht die manchmal so genannten „Chinesischen Sprachen“ (chinesisch 方言, Pinyin fāngyán) gemeint, die eigentlich verschiedene Einzelsprachen sind, sondern die verschiedenen Varietäten des Mandarin. Deren Standarddefinitionen sind zwar sehr ähnlich oder nahezu identisch, doch es bestehen erhebliche Unterschiede, vor allem im Wortschatz, in geringerem Maße in der Aussprache und Grammatik, teilweise auch in der Schrift.
Am chinesischen Festland wird das Hochchinesische als Pǔtōnghuà – 普通话 („allgemeine Umgangssprache“) bezeichnet und basiert nach offizieller Definition in der Aussprache auf dem Dialekt von Peking, in der Grammatik auf den „hervorragenden literarischen Werken in nordchinesischer Umgangssprache“.
Detaillierte, präskriptive Beschreibungen dieses Standards (Wörterbücher) schreiben jedoch auch in der Aussprache gewisse Abweichungen vom Peking-Dialekt vor, insbesondere bei unbetonten Silben; das im Wortschatz des Peking-Dialekt sehr stark vertretene „r-Suffix“ („Érhuà-Phänomen“) wird in der Standardsprache deutlich weniger verwendet. Die grammatische Norm ist überregional und nordchinesisch geprägt.
Die Behörden auf Taiwan bezeichnen das Hochchinesische als Guóyǔ – 國語 („Nationalsprache“). Der Standard ist gleich definiert wie auf dem Festland, doch durch die politische Trennung haben sich in der zweiten Hälfte des 20. Jahrhunderts Unterschiede entwickelt. Die einheimische Bevölkerung spricht vor allem einen südchinesischen Dialekt und verwendet die Standardaussprache im Alltag nicht korrekt. Im Vergleich zum Standard auf dem Festland gibt es auch in der genormten Aussprache im Rundfunk etc. deutlich weniger unbetonte Silben.
In Singapur und Malaysia wird Hochchinesisch Huáyǔ – 华语 („chinesische Sprache“) genannt. Die Unterschiede zum Sprachgebrauch in China bestehen vor allem im Wortschatz. Hochchinesisch ist die Muttersprache eines ganz kleinen Teils der Bevölkerung von Singapur und Malaysia. Chinesischstämmige Bewohner Singapurs und Malaysias sprechen vor allem Kantonesisch, Hakka und Minnanhua als Muttersprachen.
In Hongkong und Macau dominiert Kantonesisch, Yuèyǔ – 粵語 („Yue-Sprache“), mündlich auch im amtlichen Gebrauch. Die Schriftsprache ist im Wesentlichen Hochchinesisch, wenn auch im Wortschatz zum Teil deutlich vom Kantonesischen beeinflusst.
Die chinesische Schrift wurde in der Volksrepublik China in den 1960er Jahren amtlich reformiert und vereinfacht. Die zweite Stufe der Reform Ende 1977 kam offiziell nicht aus dem Entwurfsstadium hinaus. Nach Diskussionen und deutlicher Kritik aus der Bevölkerung wurde die zweite Stufe im Sommer 1986 von den Behörden gestoppt und ad acta gelegt. In Hongkong und Macau sowie in Taiwan werden weiterhin die traditionellen, nicht-vereinfachten Schriftzeichen verwendet. Singapur hat die vereinfachten Schriftzeichen Festlandchinas übernommen.

## Kritik
Kritiker der Plurizentrizität argumentieren, dass die traditionelle Verknüpfung mit Nationalstaaten und deren politischen Grenzen zunehmend unzureichend ist, um die komplexen, fragmentierten Sprachlandschaften darzustellen, die durch Globalisierung und transnationale Mobilität geprägt sind. Es stellen sich Fragen zu ihrer Relevanz für Minderheitensprachen, regionale Varietäten und asymmetrische Beziehungen zwischen dominanten und nicht-dominanten Varietäten sowie zu ihrer Anwendbarkeit in postkolonialen Kontexten und im Fremdsprachenunterricht. Einige Wissenschaftler lehnen den „methodologischen Nationalismus“ ab, der ihnen zufolge der Plurizentrizität zugrunde liege, und plädieren stattdessen für die „Pluriarealität“, die sprachliche und kulturelle Identitäten betont, die durch regionale statt nationale Zugehörigkeiten geprägt sind. Dieser Ansatz stellt die tatsächliche Sprachverwendung und grenzüberschreitende sprachliche Phänomene in den Mittelpunkt und kontrastiert damit mit dem Fokus der Plurizentrizität auf die Identitätsbildung, die von Nationalstaaten ausgeht.